# Ralf Lübke
Ralf Lübke, född den 17 juni 1965 i Mülheim an der Ruhr i Tyskland, är en västtysk friidrottare inom kortdistanslöpning.
Han tog OS-brons på 4 x 400 meter stafett vid friidrottstävlingarna 1988 i Seoul. 